# Rheinmetall
Die Rheinmetall AG mit Sitz in Düsseldorf ist ein börsennotierter deutscher Rüstungskonzern und Automobilzulieferer.

## Rheinmetall im Überblick
Mit seinen Divisionen Vehicle Systems (Europe und International) ist Rheinmetall vor allem im Bereich der militärischen Rad- und Kettenfahrzeuge tätig. Die Division Weapon and Ammunition ist bei Waffensystemen und Munition aktiv. Zu den Produkten gehören Fahrzeuge wie der Kampfpanzer KF51 Panther, der Schützenpanzer KF41 Lynx, Waffensysteme wie die 120-mm-Glattrohrkanone des Leopard 2 und Kanonen für großkalibrige Munition wie Kaliber 155 mm zum Beispiel der Radhaubitze RCH 155. Zusammen mit KNDS Deutschland (bis März 2024 Krauss-Maffei Wegmann GmbH & Co. KG) stellt Rheinmetall auch den Schützenpanzer Puma (im Gemeinschaftsunternehmen PSM Projekt System & Management GmbH) sowie den Radpanzer GTK Boxer (im Gemeinschaftsunternehmen Artec GmbH) her. Die Division Electronic Solutions produziert Lösungen im Bereich der Digitalisierung der Streitkräfte, der infanteristischen Ausrüstung, der Flugabwehr und der Simulation. Zuletzt konnte sich die Rheinmetall-Division Electronic Solutions großvolumige Aufträge zur Digitalisierung der Bundeswehr sichern, etwa zur Integration von IT- und Kommunikations-Systemen in die Fahrzeuge und Plattformen der Landstreitkräfte. Die Division Power Systems legt unter anderem einen Fokus auf Komponenten für das Luft- und Abgasmanagement bei Verbrennungsmotoren, hochentwickelte Gleitlager für Fahrzeuge, Aluminiumgussteile sowie auf Lösungen aus dem Bereich der E-Mobilität und der Wasserstofftechnologie.
Der Konzern befindet sich vollständig im Streubesitz; er wurde am 20. März 2023 in den DAX aufgenommen, nachdem er zuvor 1996 Gründungsmitglied im MDAX (Mid-Cap-DAX) und seitdem ohne Unterbrechung in diesem Aktienindex notiert war. Der Kurs der Rheinmetall-Aktie ist vom Russischen Überfall auf die Ukraine 2022 bis Mai 2025 um das 16-fache gestiegen.

## Geschichte

### Gründung & Frühphase

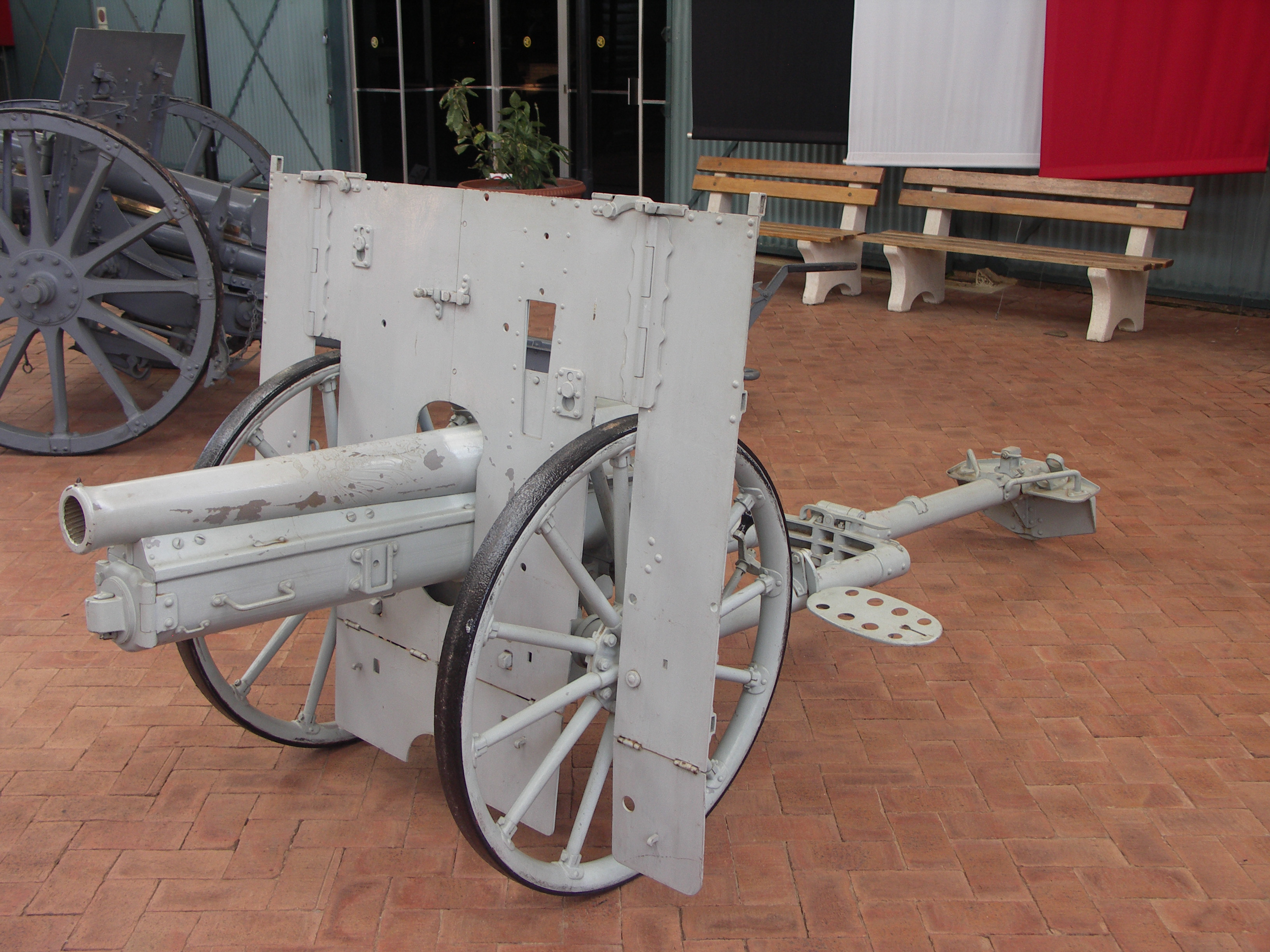
Frühes Geschütz der Rheinischen Metallwaren- und Maschinenfabrik, bekannt als 7,5-cm-Gebirgskanone L/17 M.08

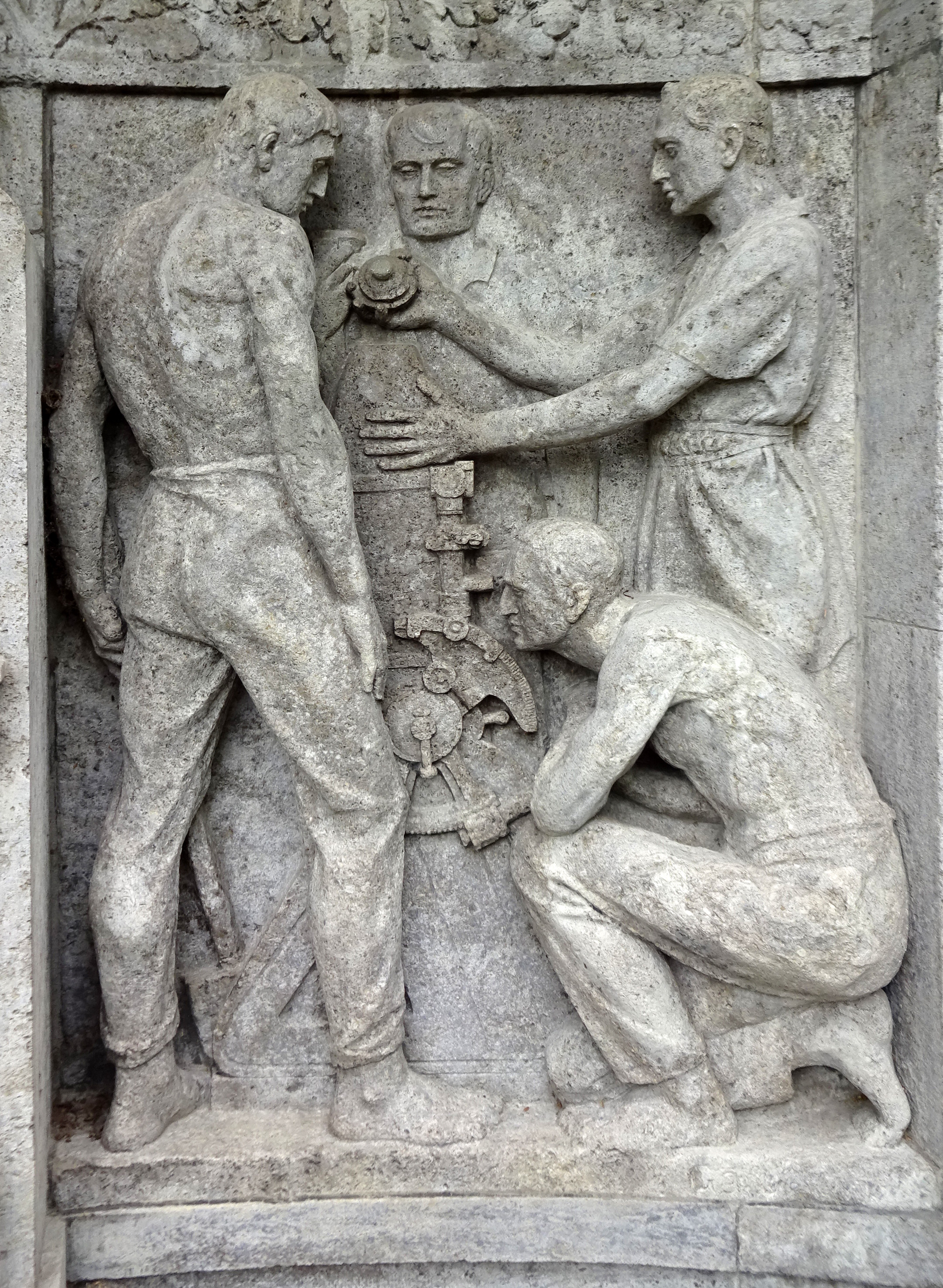
Arbeiter beim Eindrehen des Zünders ins Geschoss eines von unter Karl Völler entwickelten Minenwerfers unter Verwendung von Präzisionswerkzeugen (Bildhauer Georg Busch)

Im April 1889 gründete der Hörder Bergwerks- und Hütten-Verein unter Generaldirektor Josef Massenez die Rheinische Metallwaaren- und Maschinenfabrik Actiengesellschaft, um für das Deutsche Kaiserreich Munition zu produzieren. Der thüringische Ingenieur Heinrich Ehrhardt (1840–1928) leitete den Bau des Rheinmetall-Werks in Düsseldorf und leitete dieses bis 1920.
Neu entdeckte Quellen im Zentralarchiv von Rheinmetall sowie in anderen Archiven belegen, dass Heinrich Ehrhardt – anders als lange angenommen – nicht an der Gründung des Unternehmens beteiligt war.
Der Berliner Bankier Lorenz Zuckermandel (1847–1928) war der erste Aufsichtsratsvorsitzende. Heinrich Ehrhardt hatte bei Rheinmetall bis 1920 die Position des Aufsichtsratsvorsitzenden inne. Außerdem stellte er dem Unternehmen viele seiner Patente und Erfindungen zur Verfügung und trug so maßgeblich zur technischen Entwicklung vieler Rheinmetall-Produkte bei. Das neu gegründete Werk in Düsseldorf-Derendorf an der Ulmenstraße begann im Dezember 1889 mit der Produktion.
Das Unternehmen expandierte in den Folgejahren schnell, teils durch staatliche Aufträge und teils weil man in den Jahren 1891 und 1892 Patente auf zwei Verfahren zur Herstellung nahtloser Rohre erhielt. Um den durch Erweiterung des Stammwerks erhöhten Stahlbedarf zu decken, wurde 1892 die Metallwerk Ehrhardt & Heye AG in Düsseldorf-Rath erworben und 1896 als Abteilung Rath in das Unternehmen eingegliedert. Rheinmetall stellte 1896 das weltweit erste felddiensttaugliche Schnellfeuergeschütz mit veränderlichem Rücklauf und kombinierter Rohrrücklauf- und -vorholvorrichtung vor. Es basierte auf Patenten des Ingenieurs Konrad Haußner. Die preußische Artillerieprüfungskommission lehnte es (in Verkennung oder in Unkenntnis der Möglichkeiten) ab. Nach der erfolgreichen Einführung von Rohrrücklaufgeschützen durch Frankreich (Canon de 75 mle 1897) änderte sich diese Einstellung und die Entwicklung wurde für das Unternehmen zu einem großen wirtschaftlichen Erfolg. Für die Erprobung von Waffen und Munition wurde 1899 ein Gelände in der Nähe von Unterlüß in der Lüneburger Heide gepachtet; dieser Standort existiert noch und umfasst eine Fläche von 50 Quadratkilometern. Auf Initiative von Heinrich Ehrhardt übernahm Rheinmetall 1901 die in Konkurs gegangene Munitions- und Waffenfabrik AG in Sömmerda und erweiterte so seine Produktpalette. Das als Dreyse’sche Gewehrfabrik gegründete Unternehmen produzierte Handfeuerwaffen, Patronen und Geschosszünder.

### Erster Weltkrieg und Zwischenkriegszeit

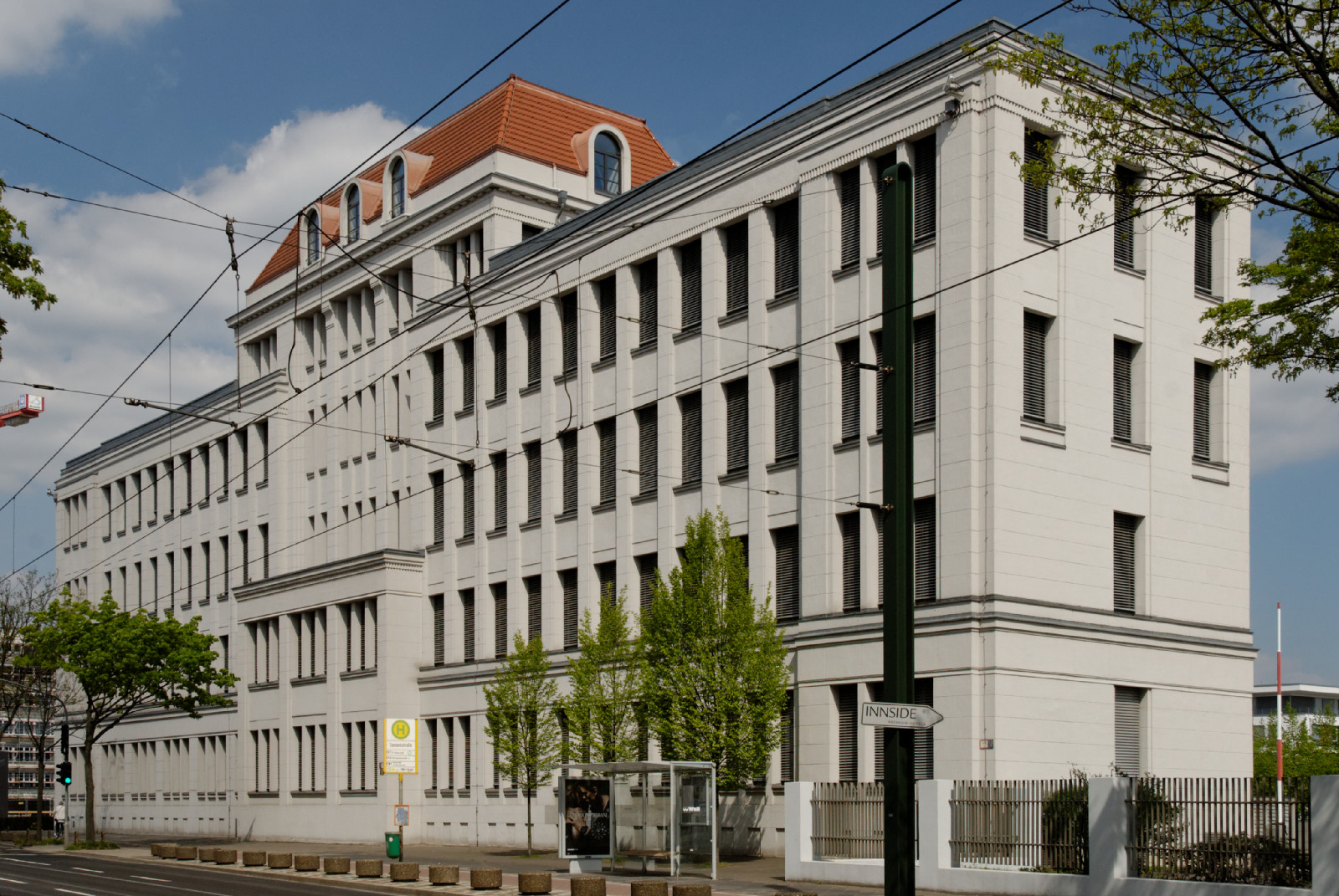
Rheinmetall-Verwaltungsgebäude in Düsseldorf-Derendorf, Architekt: Richard Bauer, 1914

In den Folgejahren wuchs Rheinmetall auch auf Grund von Bestellungen aus dem Ausland. 1906 wurde das Werk in Düsseldorf erweitert. Bei Beginn des Ersten Weltkrieges 1914 war Rheinmetall einer der größten Rüstungshersteller im Deutschen Kaiserreich und beschäftigte fast 8000 Mitarbeiter. Technischer Direktor der Rheinischen Metallwaaren- und Maschinenfabrik, nach der Telegrammadresse kurz Rheinmetall genannt, war der Ingenieur Karl Völler (* 22. Februar 1877), der am 15. Mai 1916 bei Experimenten mit neuer Munition auf dem Versuchsgelände in Unterlüß in der Lüneburger Heide starb. Bis zum Ende des Krieges vergrößerte sich die Belegschaft auf knapp 48.000 Arbeiter und Angestellte, darunter etwa 9000 Frauen. Die bebauten Flächen im Stammwerk vervierfachten sich in dieser Zeit.

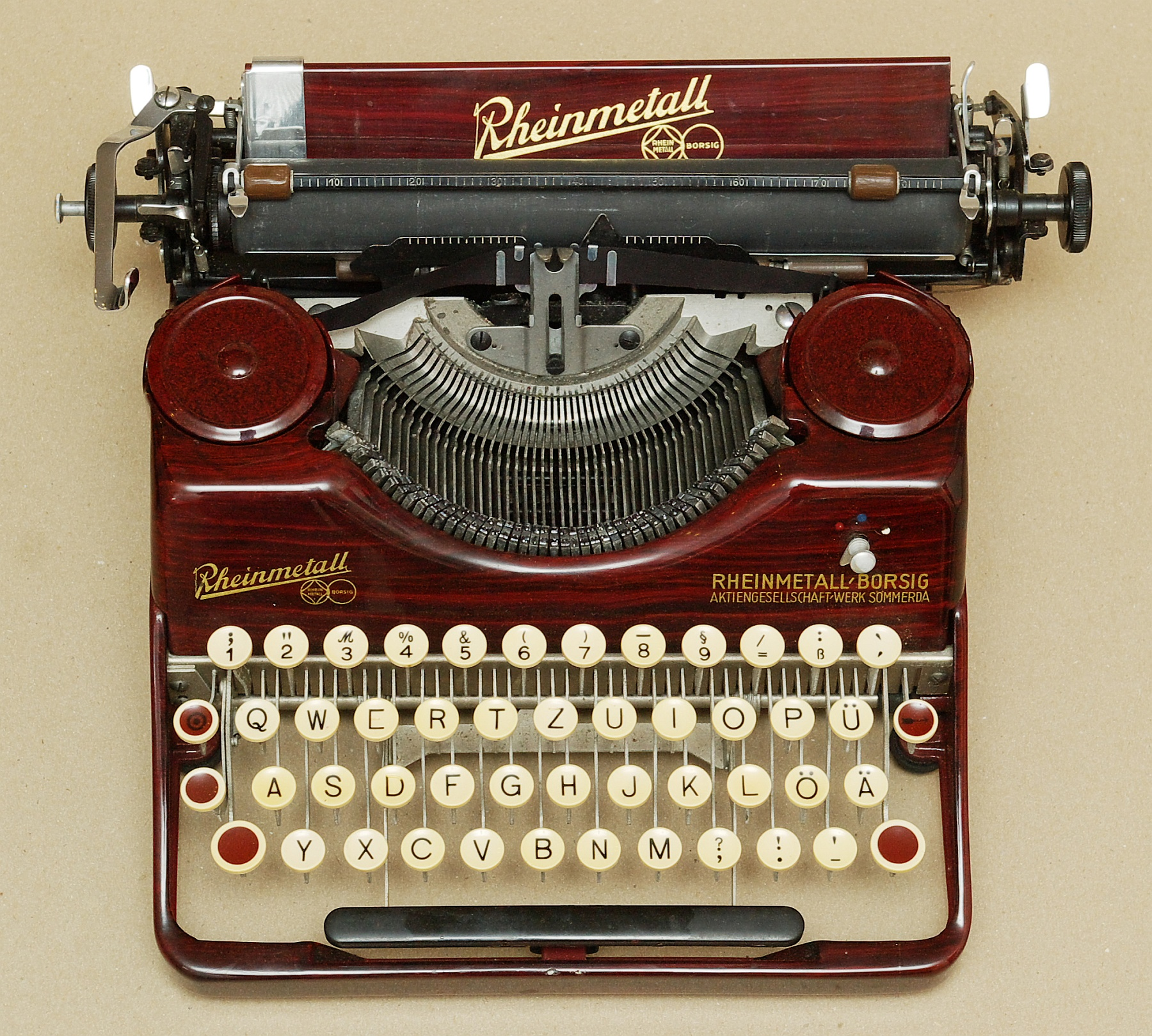
Rheinmetall-Schreibmaschine, ca. 1920

Mit Ende des Krieges kam die Rüstungsproduktion zum Stillstand und Rheinmetall musste zahlreiche Mitarbeiter entlassen. Die Bestimmungen des Versailler Vertrages machten eine Umstellung auf zivile Produkte notwendig. Rheinmetall produzierte daher im Rheinland Lokomotiven, Eisenbahnwaggons, Landmaschinen und Dampfpflüge. Im Werk in Sömmerda wurden feinmechanische Geräte wie Schreib- und Rechenmaschinen hergestellt. Um die Produktion ziviler Güter sicherzustellen, wurde die Stahlproduktion in Rath verstärkt. Ab 1921 erlaubten die Bestimmungen der Alliierten wieder die Produktion von Waffensystemen in geringer Stückzahl. Allerdings wurde das Werk in Düsseldorf-Derendorf 1921 (Alliierte Rheinlandbesetzung) sowie von 1923 bis 1925 von belgischen und französischen Truppen besetzt (Ruhrbesetzung), teilweise verwüstet. Mangels Aufträgen musste die zivile Produktion bis auf die Herstellung von Dampfpflügen eingestellt werden. Die Staatsholding VIAG des Deutschen Reichs kaufte 1925 bei einer Kapitalerhöhung eine Mehrheitsbeteiligung an Rheinmetall. Im April 1933 kaufte Rheinmetall den vor der Liquidation stehenden Lokomotivhersteller Borsig und kam damit in den Besitz eines großen Werkes in Berlin-Tegel. Dies führte 1936 zur Änderung der Firma in Rheinmetall-Borsig AG. Im Rahmen der Aufrüstung der Wehrmacht entwickelte und produzierte das Unternehmen ab Mitte der 1930er Jahre im Auftrag des Reichskriegsministeriums verstärkt Waffen und Munition. Die Fertigungspalette reichte von Maschinengewehren und -kanonen über Panzerabwehrgeschütze, Minenwerfer und Feldkanonen bis hin zu Flugabwehrkanonen und Eisenbahngeschützen. Für Entwicklung und Bau von gepanzerten Kettenfahrzeugen wurde 1937 in Berlin das Tochterunternehmen Alkett (Altmärkische Kettenwerke) gegründet (siehe auch: Montan-Schema). Von 1937 an handelte es sich um den zweitgrößten deutschen Rüstungskonzern. 1938 verlegte das Unternehmen seinen Sitz von Düsseldorf nach Berlin.

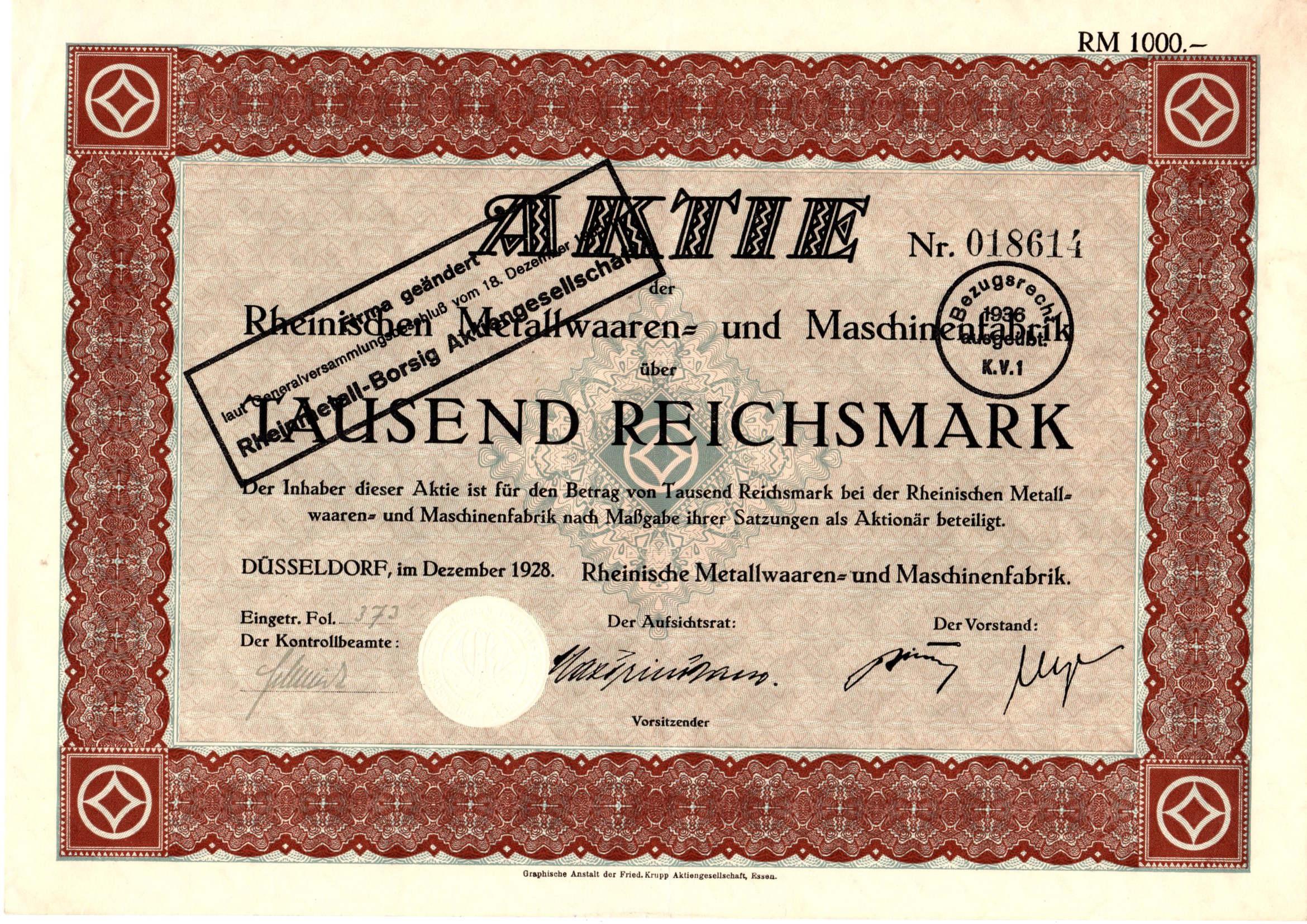
Aktie über 1000 RM der Rheinischen Metallwaaren- und Maschinenfabrik vom Dezember 1928; umgestempelt auf Rheinmetall-Borsig AG

### Zweiter Weltkrieg

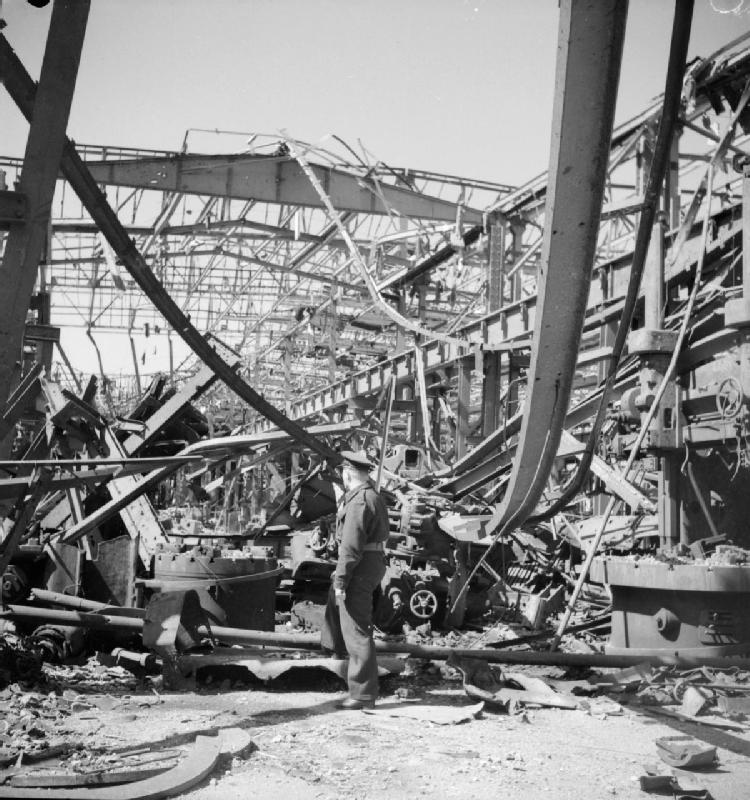
Zerstörte Industriehalle in Düsseldorf-Derendorf

Während des Zweiten Weltkriegs wurde die Rüstungsproduktion maximal gesteigert und die Entwicklung neuer Waffensysteme gefordert. Der staatliche Einfluss durch Institutionen der Wehrmacht und die Eingliederung von Rheinmetall-Borsig in das Staatsunternehmen Reichswerke Hermann Göring nahm so weit zu, bis das Unternehmen vollständig unter staatliche Kontrolle geriet und in die planmäßige Kriegsvorbereitung integriert wurde. In den letzten beiden Kriegsjahren wurden die Produktionsstätten durch alliierte Luftangriffe erheblich beschädigt oder zerstört. Nach einem schweren Luftangriff auf die Werke in Düsseldorf wurden zahlreiche Produktionsbereiche in Gebiete der späteren DDR wie Apolda und des heutigen Polens wie Guben und Breslau verlagert. Auch die Werke in Berlin und Sömmerda richteten Verlagerungsbetriebe ein, wobei das Sömmerdaer Werk dennoch bis zum Kriegsende von Luftangriffen verschont blieb. Während des Krieges wuchs die Zahl der Beschäftigten auf bis zu 85.000 an. Nach Ende des Krieges waren die Werkanlagen der Rheinmetall-Borsig zum größten Teil zerstört. Die Betriebe in Düsseldorf, West-Berlin und Unterlüß kamen unter die Kontrolle der westlichen Alliierten und unter Treuhänderschaft. Alle Besitzungen in den von der Roten Armee besetzten Gebieten wurden enteignet. Einige Werke wurden von den Siegermächten vollständig demontiert.
Die größten KZ-Außenlager des Konzentrationslagers Buchenwald in Düsseldorf waren Berta I und Berta II und standen unter der Verwaltung der Rheinmetall-Borsig AG. Zahlreiche Zwangsarbeiter wurden gezwungen in den Rheinmetall-Betrieben unter unmenschlichen Bedingungen in der Rüstungsindustrie zu arbeiten. Hunger, Krankheiten und Gewalt forderten zahlreiche Opfer, viele Häftlinge überlebten die schweren Lebens- und Arbeitsbedingungen nicht.
Im Werk Unterlüß allein wurden am Kriegsende etwa 5000 ausländische Zwangsarbeiter sowie Kriegsgefangene (ca. 2500 Polen, 1000 aus der UdSSR, 500 Jugoslawen, 1000 aus anderen Ländern) von den britischen Truppen befreit. Zwischen 1944 und 1945 übernahm Rheinmetall-Borsig die Trägerschaft der Ausländerkinder-Pflegestätte in Unterlüß, die zugleich ein Entbindungsheim für Zwangsarbeiterinnen war, wie auch eine Tötungsstätte für deren Kinder. Zeitweilig waren in Unterlüß auch ungarische Jüdinnen aus einem Außenlager des KZ Bergen-Belsen eingesetzt.

### Zeit der deutschen Teilung
Rheinmetall war zum Kriegsende noch eingeschränkt produktionsfähig. So wies das Werk Düsseldorf Schäden von 60 bis 70 Prozent auf. Dennoch erfolgte zum 30. Juni 1945 die Kündigung der gesamten Belegschaft. Trotz dieses Schrittes blieb offenbar weiter ein kleiner Stamm von Angestellten und Arbeitern im Dienst, die Aufräumarbeiten vornahmen und im kleinen Umfang eine zivile Produktion betrieben. Die Rheinmetall-Standorte in Westdeutschland waren kaum von Demontagen betroffen.

#### Deutsche Demokratische Republik

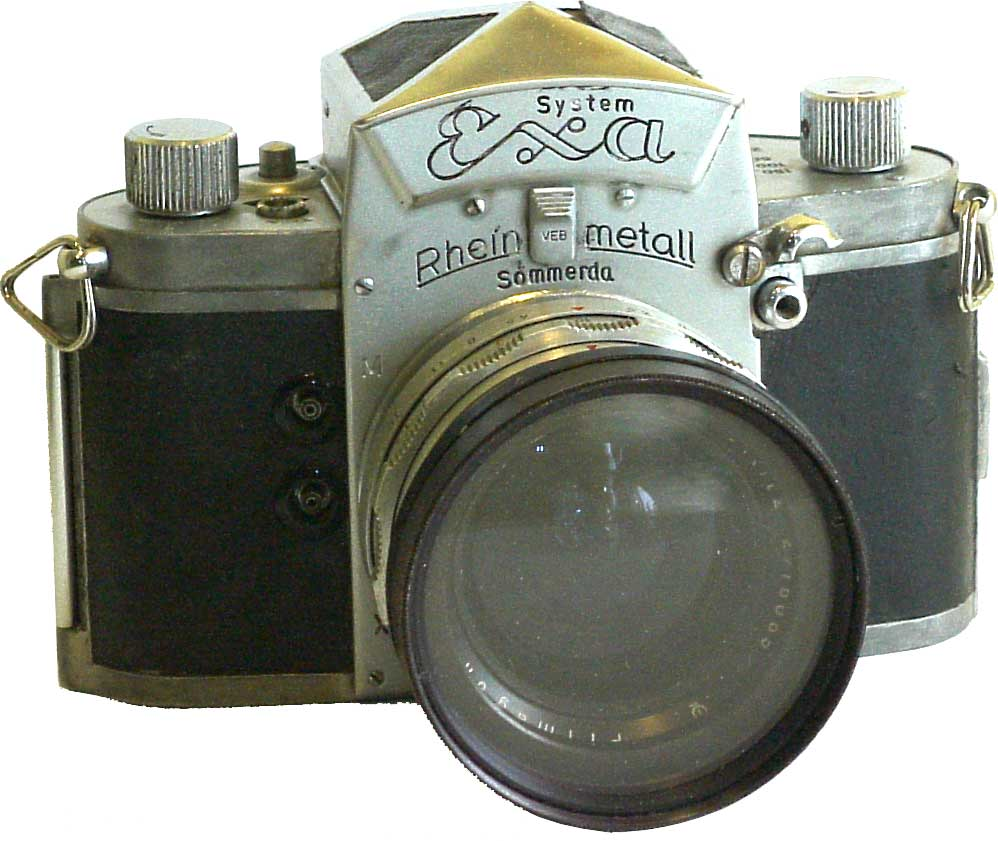
Spiegelreflexkamera EXA von VEB Rheinmetall Sömmerda

In der DDR wurde das ehemalige Rheinmetall-Werk Sömmerda am 3. Juni 1952 von der Sowjetischen Kontrollkommission an die DDR zurückgegeben. Es entstand ein volkseigener Betrieb (VEB). Unter dem Firmennamen VEB Mechanik Büromaschinenwerk Rheinmetall Sömmerda wurden Büromaschinen, Mopedmotoren für Simson SR1, SR2 und Spatz sowie Fotoapparate produziert. Am 5. Mai 1958 wurde das Sömmerdaer Werk wieder ein Teil eines großen Firmenverbundes, der Vereinigung Volkseigener Betriebe (VVB) Datenverarbeitungs- und Büromaschinen Erfurt. Aus dieser entstand am 1. April 1969 das VEB Kombinat Zentronik, das am 1. Januar 1978 in dem VEB Kombinat Robotron aufging. Die Produktion von Mopedmotoren und Fotoapparaten wurde in den 1960er-Jahren aufgegeben. Haupterzeugnisse des nunmehr VEB Robotron Büromaschinenwerk Sömmerda (BWS) genannten Betriebes waren ab 1967 Drucker und ab 1981 Personal Computer (PC 1715, EC 1834, EC1835). Nach der Währungs-, Wirtschafts- und Sozialunion wurde das Werk mit damals etwa 12.000 Beschäftigten unter der Treuhandanstalt als Robotron Büromaschinenwerk AG privatisiert und zum 1. Januar 1992 liquidiert.

#### Bundesrepublik Deutschland
In den ersten fünf Nachkriegsjahren existierte das Unternehmen zwar, hatte jedoch von den West-Alliierten keine Erlaubnis zur Produktion von Waren. Im Jahr 1950 wurde dann Rheinmetall-Borsig in eine reine Holdinggesellschaft zwei Tochterunternehmen Borsig in Berlin und Rheinmetall in Düsseldorf für das operative Geschäft umgewandelt. Die Holdinggesellschaft befand sich im Besitz der Bundesrepublik Deutschland. Borsig stellte in Berlin Dampfkessel und Kälteanlagen her, während Rheinmetall in Düsseldorf Schreibmaschinen, Stoßdämpfer, Aufzüge, Gerbereimaschinen sowie Transport- und Verladeeinrichtungen baute. Die zivile Produktion in Düsseldorf wird vom Unternehmen heute als wenig erfolgreich bezeichnet. Parallel wurden bereits 1950 Vorbereitungen auf die Wiederaufnahme der Rüstungsproduktion getroffen. Das Düsseldorfer Werk verfügte 1951 über 232, ein Jahr später über 440 Arbeitskräfte. Für 1954 sind erste Anfragen deutscher und Schweizer (ehemaliger) Rüstungsproduzenten beim Bund nachweisbar, die das Unternehmen kaufen wollten.
Den Aufschwung brachte das Jahr 1956. Im Juni wurde der 56-Prozent-Mehrheitsanteil an Rheinmetall-Borsig, der sich im Besitz der Bundesrepublik Deutschland befand, durch die Röchlingsche Eisen- und Stahlwerke GmbH übernommen. Im August wurde Borsig an die Salzgitter AG verkauft. Die Holding firmierte ab November als Rheinmetall Berlin AG und das Tochterunternehmen in Düsseldorf firmierte ab 1957 als Rheinmetall GmbH. Parallel zur Aufstellung der Bundeswehr 1956 wurde die Produktion von Waffen aufgenommen. Rheinmetall produzierte Maschinengewehre, Maschinenkanonen und Munition. Das erste Produkt war das MG1. 1957 wurde die Wehrtechniksparte in eine GmbH umgewandelt. 1960 war ein Mitarbeiterstamm von 3080 Personen erreicht. Die Fertigung schwerer Waffen, wie Geschützrohre und Lafetten, wurde 1964 wieder aufgenommen. Dabei begann man mit der Ausstattung von Panzern und Artilleriegeschützen. Rheinmetall entwickelte eine Jagdpanzer-Kanone, einen Standard-Panzerturm und eine Panzer-Haubitze. Ein Jahr später begann die Entwicklung der 120-Millimeter-Glattrohrtechnologie unter Federführung von Raimund Germershausen.
Zwischen 1958 und 1973 erwarb Rheinmetall rund ein Dutzend kleinere Maschinenbauunternehmen, vornehmlich solche, die in den Bereichen Verpackungs- und Umformtechnik sowie Elektronik tätig waren. 1974/75 erfolgten erste Erwerbungen ausländischer Firmen in Portugal, Großbritannien und den Niederlanden. Im Jahr 1970 wurde eine Mehrheitsbeteiligung an der Nico Pyrotechnik erworben. Auf dem Versuchsgelände in Unterlüß wurde 1972 eine Anlage zur klimatechnischen Erprobung von Waffen und Geräten errichtet. 1978 begann die Serienfertigung der Feldhaubitze FH 70 (155 mm). Der erste Kampfpanzer Leopard 2 wurde am 24. Oktober 1979 an die Bundeswehr ausgeliefert. Er war mit der von Rheinmetall entwickelten 120-Millimeter-Glattrohrkanone ausgerüstet.
In den Folgejahren wurde der zivile Geschäftsbereich des Unternehmens neu geordnet und 1981 durch den Kauf einer Aktienmehrheit an Jagenberg sowie dem Erwerb der Gasti-Verpackungsmaschinen und anderen Firmen verstärkt. 1999 wurde der Geschäftsbereich Verpackungstechnik zum Jahreswechsel an die IWKA Aktiengesellschaft, Karlsruhe, verkauft. Zu diesem Geschäftsbereich gehörten die Gesellschaften A+F Automation + Fördertechnik GmbH, Kirchlengern, Benhil Gasti Verpackungsmaschinen GmbH, Neuss, sowie die französische Erca Formseal S.A., Les Ulis, und die amerikanische Autoprod Inc., Clearwater mit insgesamt 822 Mitarbeitern. 1986 wurde der Unternehmensbereich Automobiltechnik durch den Kauf des Vergaserherstellers Pierburg GmbH aufgebaut. Gemeinsam mit der Diehl Munitionssysteme gründete Rheinmetall die Gesellschaft für Intelligente Wirksysteme (GIWS). Die GIWS spezialisierte sich auf intelligente Munition, Geschosse und sonstige wehrtechnische Wirksysteme. Auf Grund der veränderten weltpolitischen Lage passte Rheinmetall 1989 seine Firmenstrategie mit einer Diversifizierung in zivile Industrieprodukte an.

### 1990er

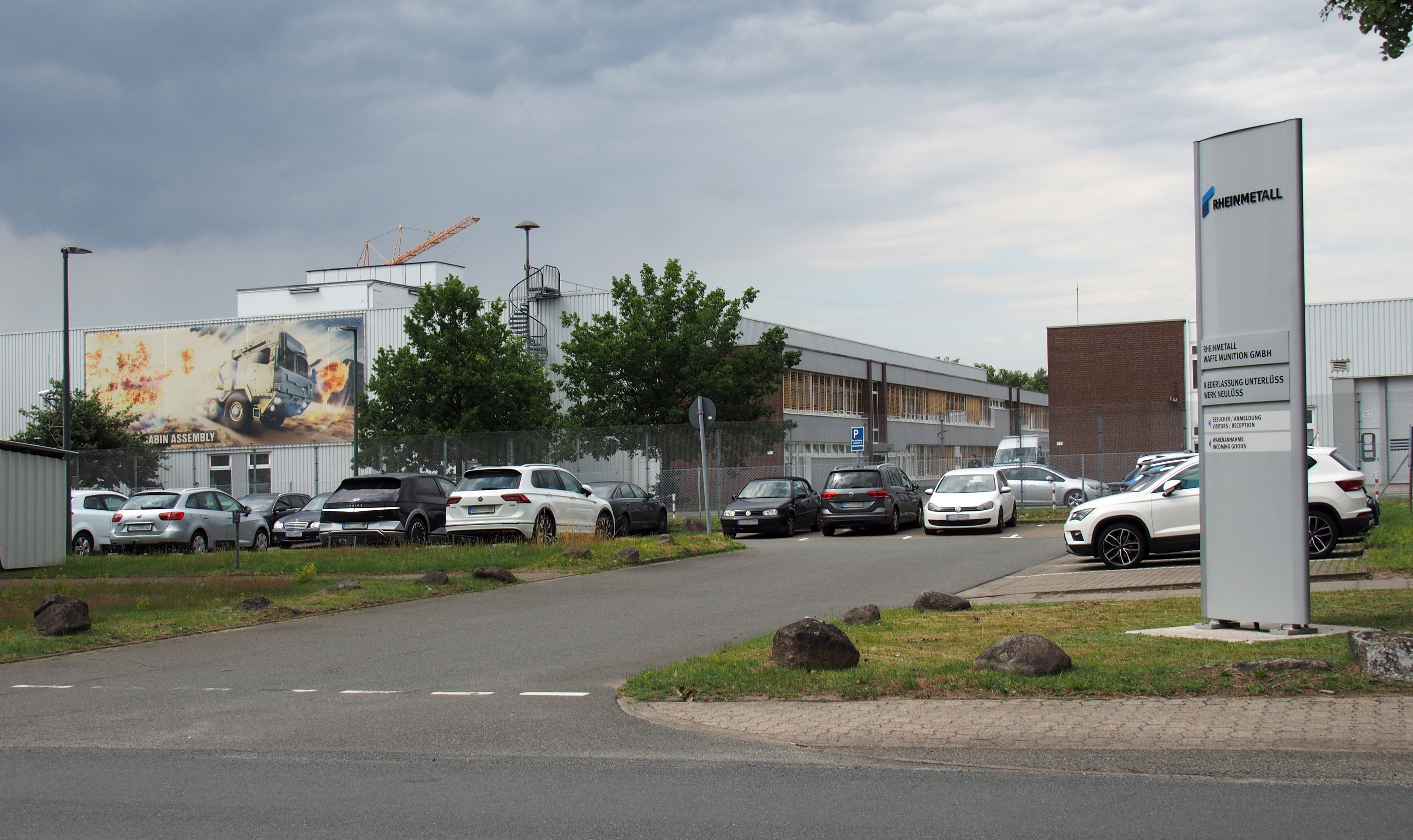
Rheinmetall Waffe Munition, Werk Unterlüß, Niedersachsen

Durch den Erwerb einer 60-Prozent-Beteiligung an der zur Friedrich Krupp AG gehörenden MaK System Gesellschaft 1990 erweiterte Rheinmetall seine Kompetenz im Bereich neuer Systeme für die Landstreitkräfte und Spezialfahrzeuge, etwa für den Einsatz im Umweltschutz. Die restlichen 40 Prozent kaufte das Unternehmen 1992 und wurde damit alleiniger Gesellschafter. Im selben Jahr lieferte Rheinmetall den ersten gepanzerten Waffenträger Wiesel an die Bundeswehr. Auch der Standort Düsseldorf-Derendorf wurde 1992 aufgegeben und die Produktionsstätten im Kompetenzzentrum Unterlüß gebündelt. Entwicklung, Vertrieb und Verwaltung zogen in einen Neubau nach Ratingen. Mit einer Beteiligung an der WNC-Nitrochemie GmbH in Aschau am Inn verstärkte das Unternehmen sein Engagement auf dem Gebiet der Munitionsfertigung. 1993 erweiterte Rheinmetall seine zivile Produktpalette durch den Erwerb der Mauser Waldeck AG zum Aufbau des Unternehmensbereiches Bürosysteme, die Übernahme der Heimann Systems GmbH zur Stärkung des Bereiches Sicherheitstechnik und den Erwerb der Mehrheit an den Preh-Werken zum Ausbau des Unternehmensbereiches Automobiltechnik. Aus der Rheinmetall GmbH wurde 1994 die Rheinmetall Industrie GmbH. 1995 erweiterte der Konzern seine Kompetenzen bei mittelkalibrigen Maschinenkanonensystemen durch eine 60-Prozent-Beteiligung an der Mauser-Werke Oberndorf Waffensysteme GmbH und ein verstärktes Engagement von Pierburg in den USA. Die Rheinmetall Industrie GmbH wurde 1996 in eine AG umgewandelt. Im selben Jahr erwarb die AG zur Stärkung der Kompetenzen in der wehrtechnischen Elektronik eine Beteiligung an der STN Atlas Elektronik aus der Konkursmasse der Bremer Vulkan.
1997 erlebte die Firma eine grundlegende Reorganisation. Nach dem Kauf des Kommunikationstechnikunternehmens Richard Hirschmann GmbH & Co. wurde dieses mit Rheinmetall Elektronik, Preh und Heimann Systems unter der Führungsgesellschaft Aditron zum Unternehmensbereich Industrielle Elektronik zusammengefasst. Der Geschäftsbereich Waffe und Munition wurde auf die neu gegründete Rheinmetall W&M GmbH übertragen. Der Bereich Automobiltechnik fiel in die Zuständigkeit der neuen KSPG, die nach der Fusion der neu erworbenen Kolbenschmidt mit Pierburg entstanden war. Die MaK Systemgesellschaft GmbH übergab dem Heer 1997 das erste Serienexemplar des Minenräumpanzers Keiler. Nach dem Mehrheitserwerb an der STN Atlas Elektronik GmbH 1998 wurde die zivile Schiffselektronik ausgegliedert und in die neu gegründete STN Atlas Marine Electronics GmbH mit Sitz in Hamburg überführt. Im selben Jahr wurden das erste Gerät des unter der Mitwirkung von Rheinmetall und MaK Systemgesellschaft neu entwickelten Waffensystems der Rohrartillerie, die Panzerhaubitze 2000 der Bundeswehr übergeben, und der Rhino-Minenräumer von MaK Systemgesellschaft im ehemaligen Jugoslawien eingesetzt. Rheinmetall übernahm die Wehrtechnik der BUCK System GmbH und formierte die BUCK Neue Technologien. Rheinmetall fasste 1999 seine wehrtechnische Kompetenz organisatorisch und gesellschaftsrechtlich unter dem Dach der neu gegründeten Rheinmetall DeTec AG (Defence Technologies) zusammen. Dadurch sollte die erforderliche Neuordnung der europäischen Rüstungsindustrie durch Konsolidierungen und Kooperationen strategisch vorbereitet werden. Im selben Jahr wurde die neue Gesellschaft durch Mehrheitsbeteiligungen an der Oerlikon Contraves, einem Anbieter von kombinierten Kanonen- und Lenkwaffensystemen für die Flugabwehr, und der Eurometaal Holding N.V., einem Artilleriehersteller von Mittelkalibern, gestärkt. Ende des Jahres übernahm Rheinmetall DeTec die Unternehmen KUKA Wehrtechnik und Henschel Wehrtechnik. Diese beiden Unternehmen wurden im Jahr 2000 mit der MaK Systemgesellschaft zur neuen Gesellschaft Rheinmetall Landsysteme zusammengefasst.

### Ab dem Jahr 2000

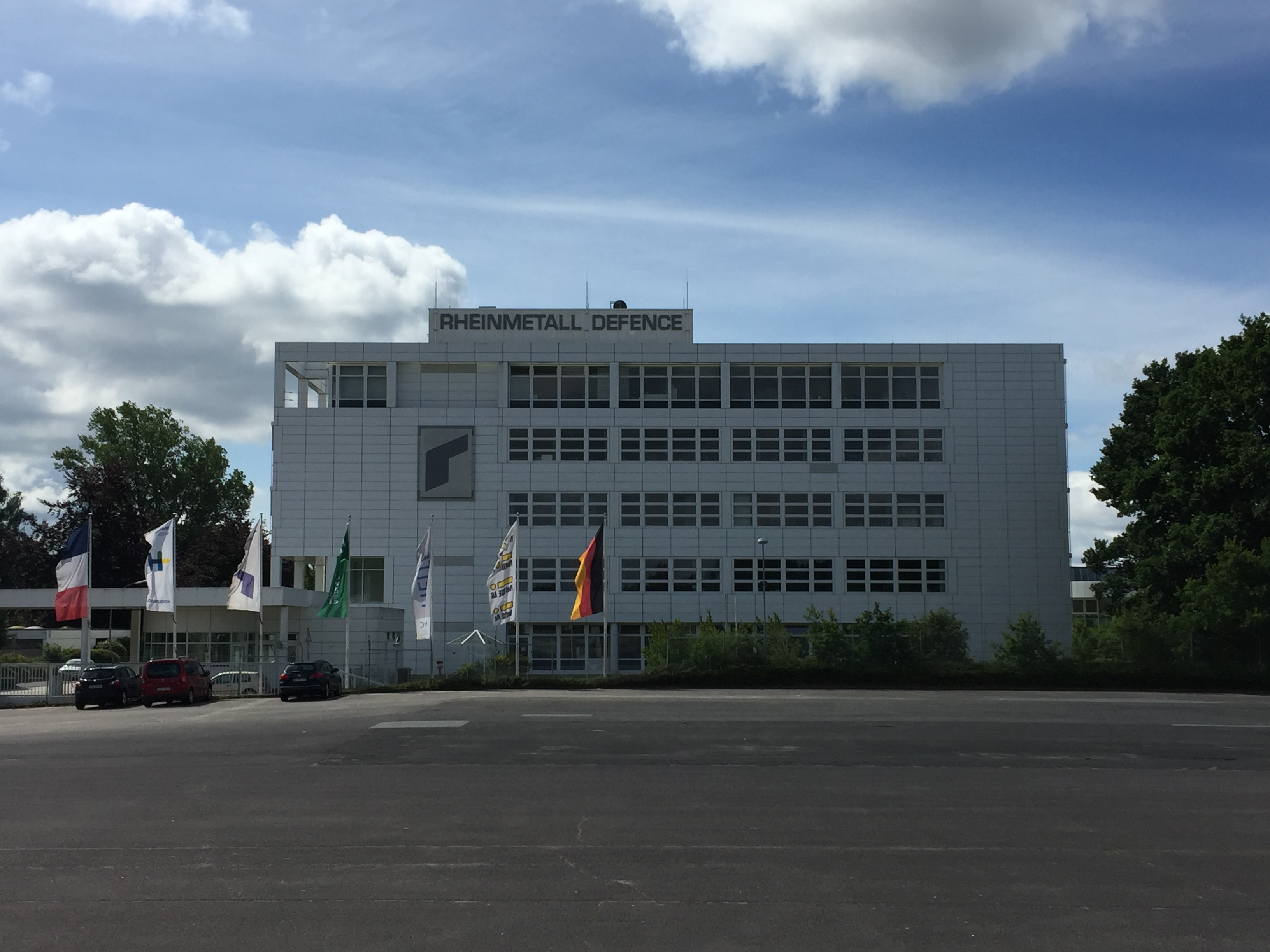
Niederlassung in Kiel

Der Vorstand Rheinmetalls beschloss 2000 eine Konzentration auf die Wehrtechnik, Automobiltechnik und Elektronik. Es folgte der Verkauf der Mauser Waldeck und der Jagenberg Papier- und Verpackungstechnik im Jahr 2000. Im Jahr 2002 wurden die Heimann Systems und die zur Eurometaal Holding gehörende Tochtergesellschaft Intergas verkauft und die Eurometaal geschlossen. 2003 wurde die verbliebene Jagenberg verkauft und Preh an die Deutsche Beteiligungs AG veräußert. Die Konzentration auf die wehrtechnischen Bereiche wurde 2004 mit dem Verkauf von Hirschmann und Nico Feuerwerk weitgehend abgeschlossen. In demselben Jahr erfolgte die vertragsgemäße Teilung der STN Atlas Elektronik auf die Anteilseigner BAE Systems und Rheinmetall, wobei die britische BAE Systems die Marineaktivitäten übernahm. Die Aktivitäten in den Bereichen der Land- und Flugsysteme sowie der Simulatoren bleiben bei Rheinmetall (heute Rheinmetall Electronics, Bremen).
Rheinmetall Landsysteme lieferte 2003 die ersten neuen minenschutzverstärkten Schützenpanzer Marder 1A5 aus. Zur Entwicklung des neuen Schützenpanzers Puma für die Bundeswehr gründeten Rheinmetall Landsysteme und Krauss-Maffei Wegmann das Gemeinschaftsunternehmen PSM, an dem beide Unternehmen zu 50 Prozent beteiligt sind. Die Röchling Industrieverwaltung veräußerte 2004 ihre Mehrheitsbeteiligung an Rheinmetall. Die Aktienanteile wurden von rund 75 institutionellen Investoren übernommen. Im Geschäftsbereich Wehrtechnik wurden die Rheinmetall W&M mit der Mauser-Werke Oberndorf Waffensysteme GmbH, der Buck Neue Technologien sowie der Pyrotechnik Silberhütte auf die neue Rheinmetall Waffe Munition verschmolzen. Zusammen mit der Rafael Ltd. und der Diehl Munitionssysteme gründet Rheinmetall Defence Electronics das Gemeinschaftsunternehmen EuroSpike GmbH, das als Generalunternehmer für die Spike-Flugkörperfamilie tätig ist. Rheinmetall Landsysteme wurde 2005 Mitgesellschafter der neu gegründeten Heeresinstandsetzungslogistik (HIL). Das Unternehmen ist für die Instandsetzung von ausgewählten Fahrzeugen und Waffensystemen des deutschen Heeres verantwortlich. Um der veränderten Bedrohungslage Rechnung zu tragen und Systemlösungen für die Abwehr von Gefahren für die innere Sicherheit sowie für den Bevölkerungsschutz anzubieten, wurde das Geschäftsfeld Public Security eröffnet.
Rheinmetall erwarb im März 2008 vom niederländischen Mischkonzern Stork den Panzerhersteller Stork PWV. Auf diese Weise übernahm der Düsseldorfer Wehrtechnikkonzern den niederländischen Anteil der Herstellung von Boxer-Panzern, die für die Bundeswehr und das niederländische Heer entwickelt wird. Damit erhöht sich die Beteiligung am Boxer auf 64 Prozent. Rheinmetall und MAN gründeten im Mai 2010 das gemeinsame Unternehmen Rheinmetall MAN Military Vehicles (RMMV). Hiermit entstand ein Komplettanbieter im Markt für militärische Radfahrzeuge, der die vollständige Palette der geschützten und ungeschützten Transport-, Führungs- und Funktionsfahrzeuge für internationale Streitkräfte abdeckt. An der Gesellschaft sind Rheinmetall mit 51 Prozent und MAN mit 49 Prozent beteiligt. Rheinmetall erwarb 2010 zunächst 51 % an den deutschen Aktivitäten der Verseidag Ballistic Protection und erhöhte im Januar 2011 seinen Anteil von 51 auf 100 Prozent; das Unternehmen wurde 2012 in Rheinmetall Ballistic Protection umbenannt. Im Februar 2011 erhöhte Rheinmetall seine Beteiligung an der ADS Gesellschaft für aktive Schutzsysteme in Lohmar auf 74 Prozent und übernahm damit die Mehrheit.
Rheinmetall überprüfte im Juli 2011 die Nachhaltigkeit der Zwei-Säulen-Strategie des Unternehmens mit den beiden Bereichen Automobiltechnik und Rüstung. Beiden Bereichen sollte es jeweils ermöglicht werden, ihre Wettbewerbspositionen mit größerer Flexibilität weiterzuentwickeln. In diesem Zusammenhang untersuchte Rheinmetall insbesondere die Möglichkeit eines Börsengangs von Kolbenschmidt Pierburg (KSPG), die im Rheinmetall-Konzern den Bereich Automobiltechnik repräsentiert; der Börsengang wurde aber im September 2012 vorläufig auf Eis gelegt.
KSPG übernahm 2012 die Gleitlager-Aktivitäten der Kirloskar Oil Engines Ltd. (KOEL) in Pune (Indien). KOEL ist unter anderem der größte Gleitlagerhersteller Indiens und vornehmlich auf den dortigen Binnenmarkt konzentriert.
Rheinmetall und Cassidian haben im Januar 2012 ihre Aktivitäten im Bereich der unbemannten Flugsysteme und der Frachtladesysteme im Rahmen eines Joint Ventures gebündelt. Cassidian hält 51 Prozent und Rheinmetall 49 Prozent der Anteile an der neu gegründeten Rheinmetall Airborne Systems GmbH. Der Unternehmensbereich Defence von Rheinmetall trägt mit seiner im Februar 2012 eingeführten neuen Organisationsstruktur dem geplanten Unternehmenswachstum und der zunehmenden Internationalisierung Rechnung. Kern der neuen Organisationsstruktur bei Rheinmetall Defence bilden die Bereiche Combat Systems, Electronic Solutions sowie der Bereich Wheeled Vehicles. Auch der Unternehmensbereich Automotive hat seine Organisationsstruktur im Mai 2012 gestrafft. Dabei wurden die bisherigen sechs Geschäftsbereiche der KSPG in den drei Divisionen Hardparts, Mechatronics und Motorservice gebündelt.

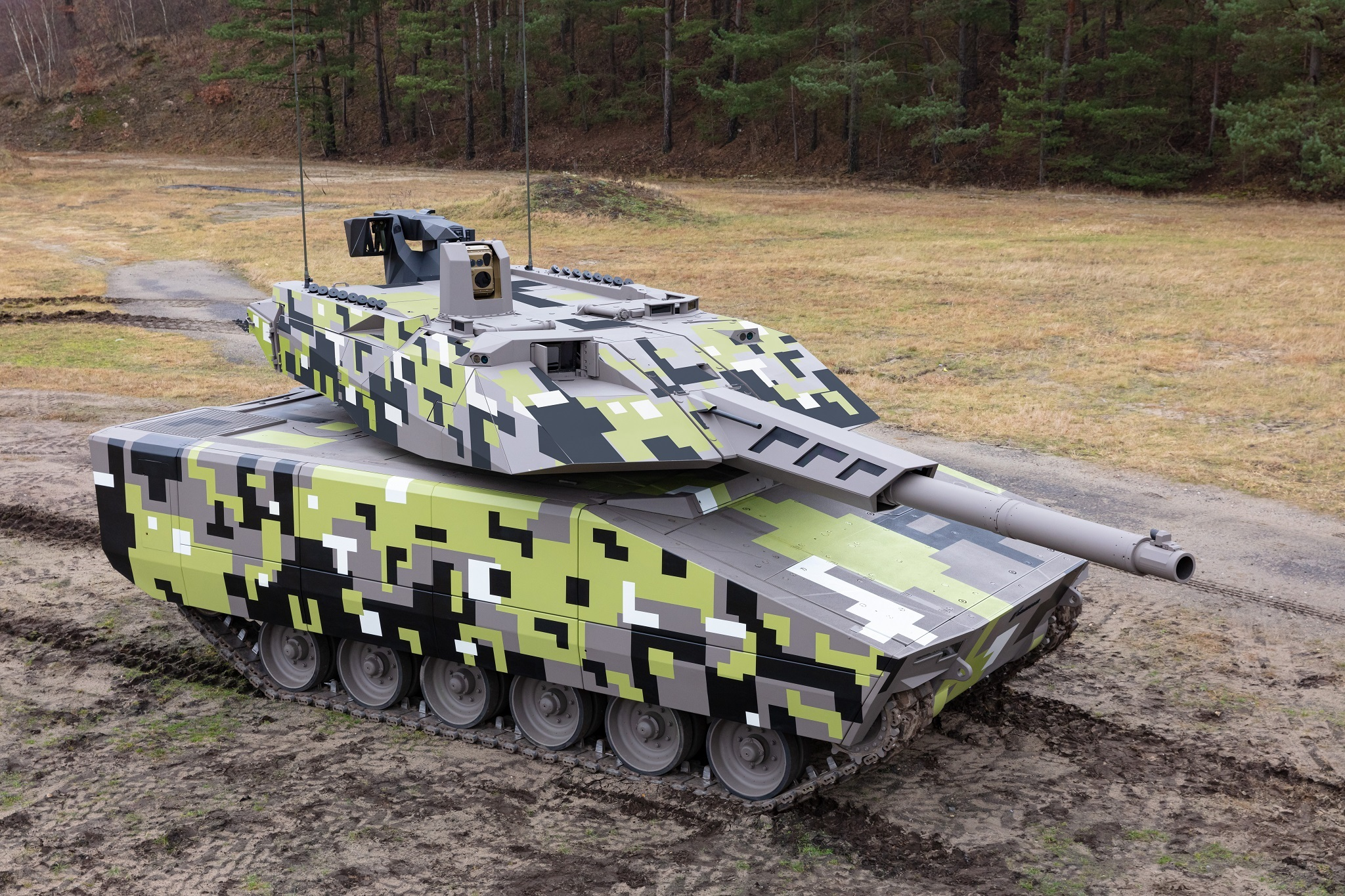
Rheinmetall Schützenpanzer Lynx KF41

Im Jahr 2016 stellte Rheinmetall den Schützenpanzer Lynx vor.

### Seit 2021, russischer Überfall auf die Ukraine und folgende Aufrüstung als „Zeitenwende“
Im Februar 2021 fand eine Neuausrichtung des Konzerns statt. Aus der früheren Rheinmetall mit zwei Unternehmensbereichen Automotive und Defence entstanden fünf integrierte Divisionen, die vom Konzernvorstand direkt geführt werden. Die Trennung in die bisherigen Unternehmensbereiche Automotive und Defence entfiel. Die Zwischenholding der Rheinmetall Automotive in Neckarsulm wurde aufgelöst und in die Konzernstruktur integriert.

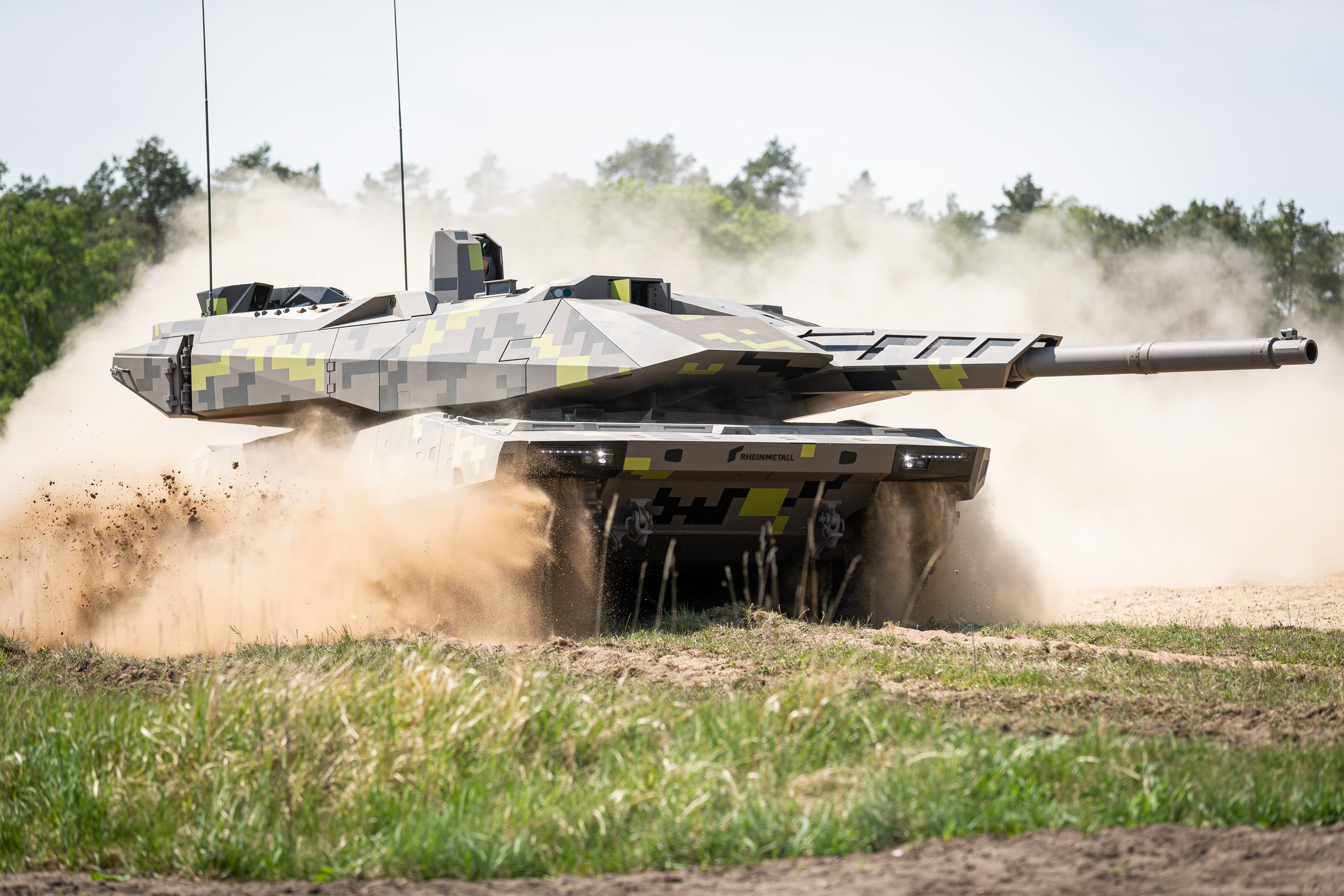
Rheinmetall Kampfpanzer KF51 Panther

In der Folge des groß angelegten russischen Überfalls auf die Ukraine 2022 prägte der deutsche Bundeskanzler Olaf Scholz während einer Sondersitzung des Deutschen Bundestages im Februar 2022 den Begriff der „Zeitenwende“. Der damit einhergehende Wandel der deutschen Außen- und Sicherheitspolitik beinhaltete auch ein Sondervermögen für die Bundeswehr in Höhe von 100 Milliarden Euro. Rheinmetall-Konzernchef Armin Papperger äußerte die Erwartung, dass das Unternehmen durch Auftragserteilungen in großem Umfang davon profitieren werde. Im Juni 2022 stellte Rheinmetall im Zuge der Rüstungsmesse Eurosatory ihren neusten Kampfpanzer KF51 Panther vor. Im November 2022 kündigte Rheinmetall den Kauf des spanischen Munitionsherstellers Expal an, der im August 2023 für 1,2 Milliarden Euro vollzogen wurde. Rheinmetall verspricht sich eine steigende Nachfrage nach Munition nach dem russischen Überfall auf die Ukraine 2022 und in dem Zusammenhang auch eine Verbesserung der Lieferfähigkeit von Munition für den Flugabwehrkanonenpanzer Gepard. Im Dezember 2022 kündigte Rheinmetall eine verstärkte Produktion von Munition in Deutschland im Zusammenhang mit dem Krieg in der Ukraine und einem Schweizer Veto zu Munitionslieferungen an. Das Unternehmen gab an, eine neue Fertigungsanlage für die Kaliber 20–35 Millimeter zu bauen. Die Anlage nahm im Juli 2023 die Produktion auf. Im Oktober 2023 überreichte der ukrainische Ministerpräsident Denys Schmyhal die Urkunde über die Registrierung des Gemeinschaftsunternehmens Rheinmetall Ukrainian Defence Industry mit Sitz in Kiew an Bundeskanzler Scholz, das im selben Monat seine Arbeit aufgenommen hatte. Im Juni 2024 erhielt Rheinmetall den bis dato größten Auftrag seiner Unternehmensgeschichte; eine Bestellung von Artilleriemunition (Kaliber 155 mm) im Wert von 8,5 Milliarden Euro durch die Bundeswehr. In einem neuen Werk an seinem Standort in Unterlüß sollen ab 2025 zusätzliche 200.000 Artilleriegeschosse hergestellt werden.
Im August 2024 kündigte Rheinmetall die Übernahme des US-amerikanischen Rüstungsherstellers Loc Performance für einen Kaufpreis von fast einer Milliarde US-Dollar an. Loc Performance produziert unter anderem Ketten, Antriebsstränge und Panzerungen für zivile und militärische Fahrzeuge.
Im September 2023 wurde bekannt, dass Ungarn als erstes Land den neuen Kampfpanzer Panther (KF 51) fertig entwickeln und anschließend im Land produzieren soll. Außer Rheinmetall Hungary, in Zalaegerszeg, produziert man auch bei Rheinmetall Hungary Munitions (in Várpalota; Rheinmetall 51 %, N7 Holding 49 %). Die Anteile der staatlichen NT7 Holding wurden 2025 privatisiert und von 4iG Plc. übernommen, deren Chef Gellért Zoltán Jászai ist, ein politischer Berater von Premierminister Viktor Orbán.
Seit der Erhöhung der Anteile auf 5,25 Prozent im Mai 2024 ist BlackRock größter Anteilseigner von Rheinmetall.
In Weeze nimmt Rheinmetall im Juli 2025 eine Fabrik für Rumpfteile des US-Tarnkappenbombers F-35 in Betrieb.

## Konzernstruktur

### Aktuelle Konzernstruktur
Der Konzern operiert aktuell (Stand März 2025) in fünf Divisionen: Vehicle Systems Europe, Vehicle Systems International, Weapon and Ammunition, Electronic Solutions, Power Systems. Die Geschäftsbereiche (Business Units) der jeweiligen Divisionen sind nachfolgend aufgelistet.

#### Vehicle Systems Europe
- Tactical Vehicles
- Logistic Vehicles

#### Vehicle Systems International
- United Kingdom
- Asia Pacific
- North America

#### Weapon and Ammunition
- Direct Fire
- Indirect Fire
- Propulsion Systems
- Protection Systems
- Projects & Services

#### Electronic Solutions
- Integrated Electronic Systems
- Air Defence and Radar Systems
- Product & Airborne Solutions
- Aeronautical Systems
- International Projects & Services

#### Power Systems
- Air Management
- Bearings
- Castings
- Electrification & Digitalization
- Thermal Management
- Hydrogen
- Invent
- Trade

### Konzernstruktur bis 2021

#### Unternehmensbereich Automotive

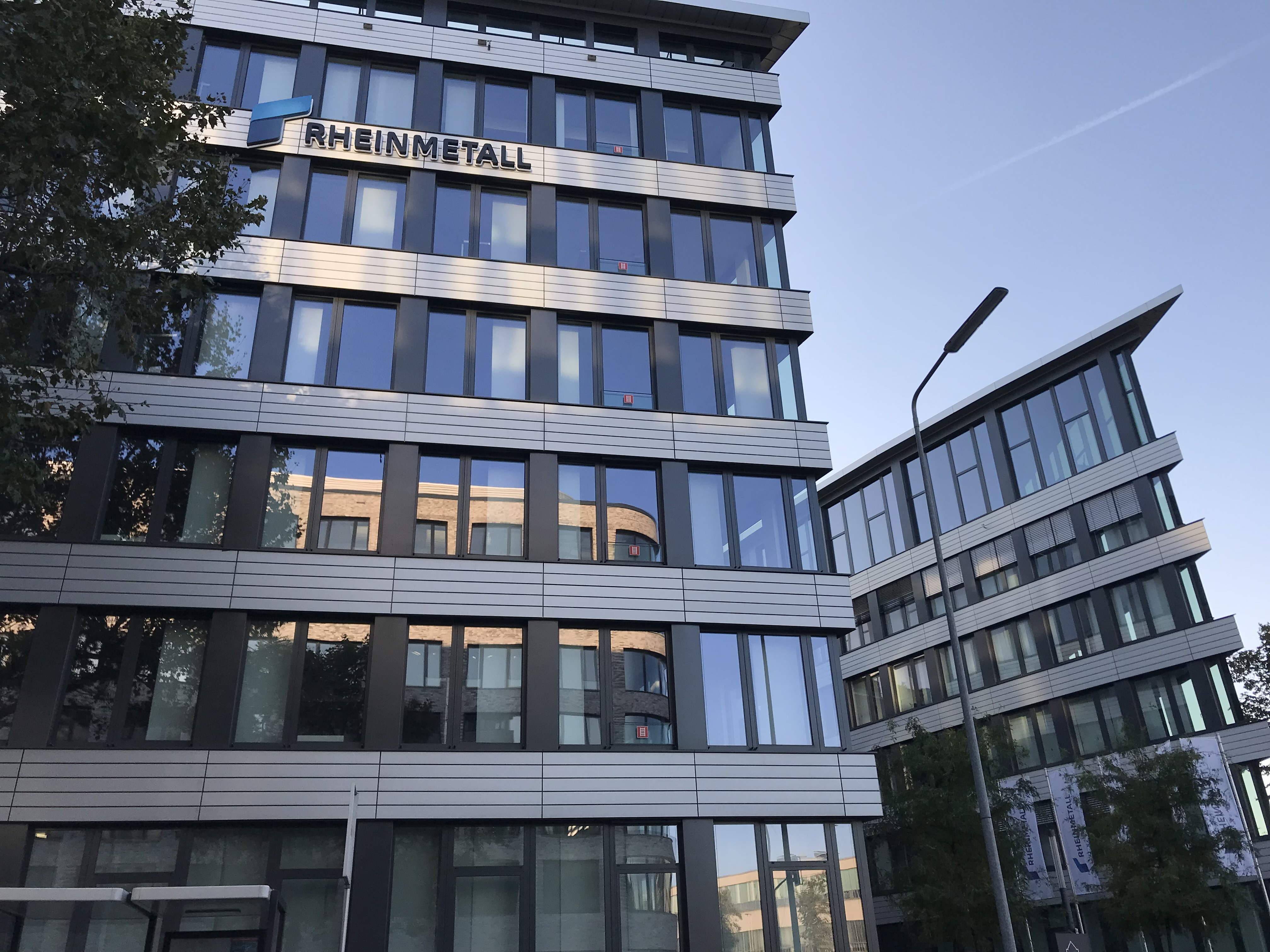
Zentrale Rheinmetall AG, Düsseldorf

Rheinmetall Automotive (vormals KSPG, für Kolbenschmidt Pierburg Gruppe) war die Führungsgesellschaft des Unternehmensbereiches Automobiltechnik von Rheinmetall. Als Automobilzulieferer stellt Rheinmetall Automotive Produkte in den Bereichen Luftversorgung, Schadstoffreduzierung und Pumpen her und ist aktiv bei der Entwicklung, Fertigung und Ersatzteillieferung von Kolben, Motorblöcken und Gleitlagern. Entsprechend seiner strategischen Ausrichtung gliedert sich das Unternehmen in die drei selbstständig handelnden Divisionen Hardparts, Mechatronics und Aftermarket. Rheinmetall Automotive schlüsselte seine Aktivitäten in sieben Geschäftsbereiche auf. Im Einzelnen handelt es sich um die Geschäftsbereiche Kolbenschmidt (Herstellung von Kolben), Großkolben (Großkolben), Pierburg (Komponenten der Luftversorgung und Schadstoffreduzierung), Pierburg Pump Technology (Kühlmittel-, Öl-, Umwälz- und Vakuumpumpen), Gleitlager (Metalllager und Gleitelemente sowie Stranggusselemente), Aluminium-Technologie (Zylinderkurbelgehäuse), Motor Service (Vertrieb für Reparatur- und Instandsetzung für KSPG). 2020 betrug der Umsatz 2,151 Mrd. Euro, 2019 waren es 2,736 Mrd. Euro.

#### Unternehmensbereich Defence

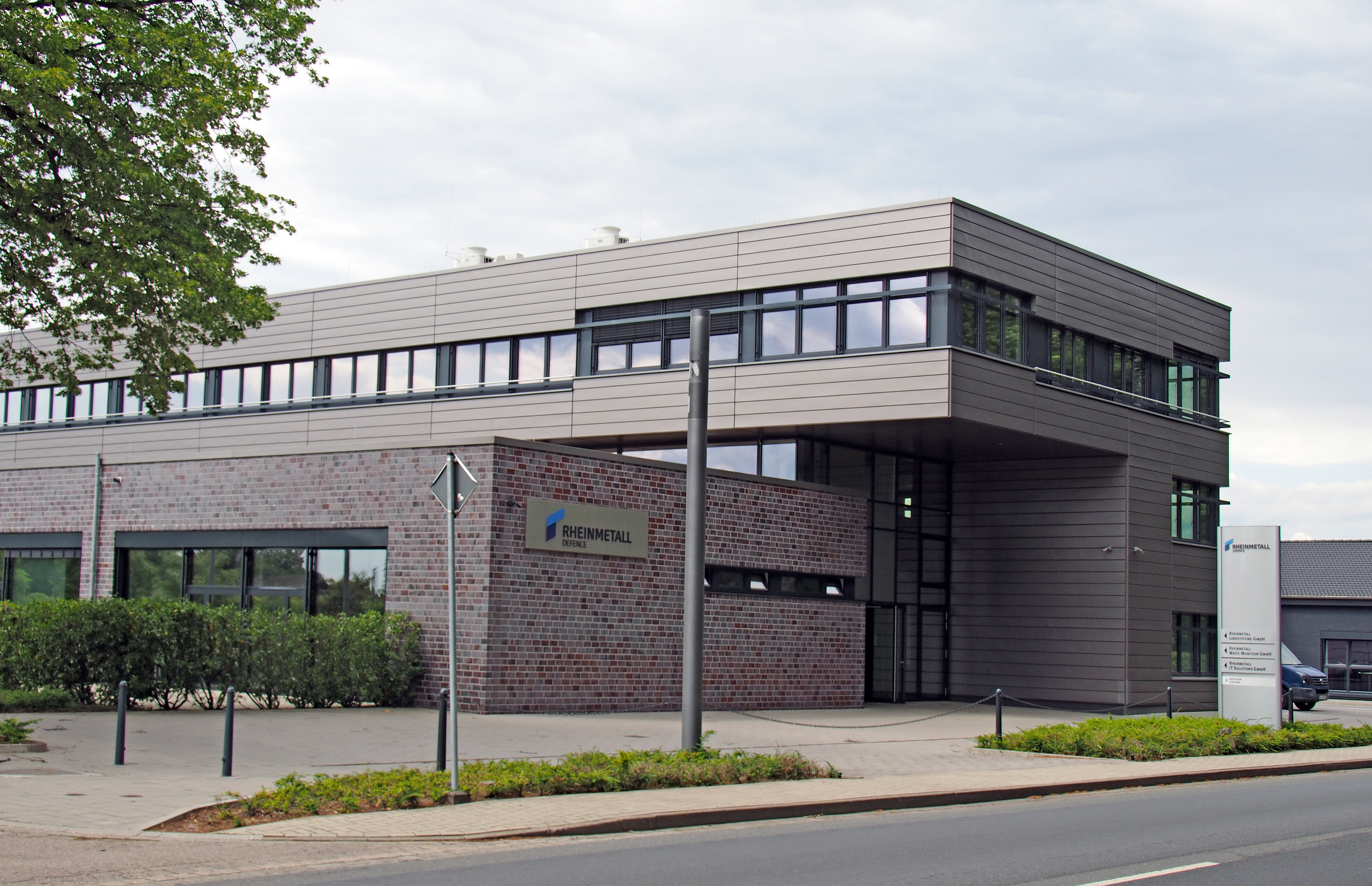
Verwaltungsgebäude Rheinmetall Defence, Unterlüß, Niedersachsen

Der Unternehmensbereich Defence der Rheinmetall-Group stellte Verteidigungs- und Rüstungsgüter her. Den Kern der Organisationsstruktur bildeten die drei Divisionen Weapon and Ammunition (deutsch: Waffe und Munition), Electronic Solutions (deutsch: elektronische Lösungen) sowie Vehicle Systems (deutsch: Fahrzeug-Systeme). Die Tochtergesellschaften und Beteiligungen der Rüstungssparte Rheinmetalls waren in diese drei Divisionen eingegliedert. Da der Genehmigungsprozess für den Rüstungsexport in Deutschland mit großen Risiken behaftet ist, weil die Geschäfte von der Zustimmung der jeweiligen Regierung abhängig sind, wickelt Rheinmetall große Geschäfte, wie die mit Saudi-Arabien auch über Tochterunternehmen ab. Diese haben ihren Sitz z. B. in Italien (RWM Italia) oder Österreich (RWM Arges). Rüstungsgüter, die in anderen Ländern produziert werden, unterliegen nicht der deutschen Rüstungsexport-Kontrolle. 2020 betrug der Rüstungsumsatz 3,7 Mrd. Euro und 2019 waren es 3,5 Mrd. Euro.

## Kennzahlen
Die Unternehmenskennzahlen haben sich in den letzten Jahren wie folgt entwickelt:
| Jahr                                | 2017   | 2018   | 2019   | 2020   | 2021   | 2022   | 2023   | 2024   |
| ----------------------------------- | ------ | ------ | ------ | ------ | ------ | ------ | ------ | ------ |
| Umsatz (in Mio. Euro)               | 5.896  | 6.148  | 6.255  | 5.405  | 5.658  | 6.410  | 7.176  | 9.751  |
| Ergebnis nach Steuer (in Mio. Euro) | 224    | 305    | 335    | 1      | 332    | 540    | 586    | 808    |
| Anzahl Mitarbeiter                  | 21.610 | 22.899 | 23.780 | 23.268 | 23.945 | 25.486 | 28.054 | 28.539 |

1. ↑  Umsatz für 2020 wurde unter Berücksichtigung der Anwendung von IFRS 5 angepasst.
2. ↑  Zahlen für 2020 wurde unter Berücksichtigung der Anwendung von IFRS 5 angepasst. Die Vorjahresangaben 2022 wurden infolge des geänderten Veräußerungsplans und der daher rückwirkend vorzunehmenden At-Equity-Bewertung der Beteiligung an Shriram Pistons & Rings Ltd. angepasst.
3. ↑  Rheinmetall-Konzern; Kapazität, zum jeweiligen Stichtag.

## Kritik und strafrechtliche Ermittlungen
Ein von der Staatsanwaltschaft Bremen verhängtes Bußgeld in Höhe von mehr als 37 Millionen Euro akzeptierte der Konzern 2014, Bestechungsgelder an griechische Politiker und Beamte wurden gezahlt, um den Verkauf von U-Boot-Ausrüstungen zu erreichen. Ermittlungen gegen die Firma wegen Bestechung beim Verkauf des Leopard 2 nach Griechenland wurden eingestellt, weil das Auftragsvolumen geringer war als im Atlas-Fall und Rheinmetall bei der Aufklärung geholfen hatte.
Manager von Rheinmetall erhielten 2017 von der Stiftung Ethecon die Negativauszeichnung Internationalen ethecon Black Planet Award.
2024 kritisierte Investigate Europe, dass Rheinmetall Partnerunternehmen nutzt, um Kunden zu beliefern, die es laut deutschen Exportbeschränkungen nicht selbst beliefern könnte.
Verschiedene Finanzkonzerne wie Nordea schließen Rheinmetall-Aktien aus ihren Fonds aus. Manager von Aktienfonds wie Verteidigungs-ETFs definieren Kriterien, die Unternehmen erfüllen müssen, damit sie deren Aktien in ihr Portfolio aufnehmen. Der Fondsanbieter VanEck schließt in seinem Auswahlverfahren Unternehmen aus, die „nachweislich an der Herstellung von Anti-Personenminen (Ottawa-Vertrag), Streuwaffen (Osloer Übereinkommen), biologischen, chemischen und Brandwaffen, Kernwaffen außerhalb des Nichtverbreitungsvertrags, abgereichertem Uran und weißem Phosphor beteiligt sind“. Solche Waffen werden in der Finanzsprache als „kontrovers“ bezeichnet. Laut der Nachhaltigkeitsagentur ISS ESG (Institutional Shareholder Services Inc.), deren Daten VanEck nutze, sei Rheinmetall „nachweislich über das Tochterunternehmen Nitrochemie an der Produktion von Komponenten für Uranmunition beteiligt“.

## Sponsoring
Im Mai 2024 gab Borussia Dortmund bekannt, dass Rheinmetall den Verein sponsern werde. Die Laufzeit betrage drei Jahre. Laut Handelsblatt bekomme der Klub insgesamt 20 Millionen Euro. Von Fanseite gab es Kritik. Das Fanzine schwatzgelb stellte die Frage, „ob die Stärkung der nationalen Sicherheit nicht eher die Aufgabe der Politik und nicht eines Fußballvereins“ sei. Philipp Köster, Chefredakteur des Fußballmagazins 11 Freunde, fragte in einem Kommentar, ob man Gedenkstättenfahrten nach Lublin und Auschwitz anbieten dürfe – wofür man sich auf der BVB-Homepage anmelden kann – und dann „stolz einen Sponsor präsentieren, der die Waffen für Hitlers Vernichtungskrieg lieferte und sich bis heute um eine substanzielle Aufarbeitung seiner Rolle in der Nazizeit herumdrückt?“
In Bezug auf die Partnerschaft mit dem BVB bezeichnete der Autor Oliver Müller es in einem Kommentar für Die Welt als „verlogen, diesen Deal zu brandmarken“. Der Journalist und Autor Hajo Schumacher sagte im Interview mit Radio Eins, ein solches Sponsoring sei heute „völlig normal“. Es handele sich hier „nicht um eine Kriegsbegeisterung, sondern um Verteidigungsbereitschaft“. Das Handelsblatt kommentierte im Mai 2024 „Rüstung ist salonfähig geworden – und das ist gut so“.
Der Handballbundesligist Bergischer HC und der Tischtennisverein von Timo Boll, Borussia Düsseldorf, hatten zuvor schon für das Unternehmen geworben. Außerdem ist Rheinmetall Partner der „Sportstadt Düsseldorf“.